# Інженерні мережі
До інжене́рного обладна́ння будинків входять системи електропостачання (електрозабезпечення), мережі, обладнання та прилади опалення, водопостачання, водовідведення, дренажу, каналізації, газифікації, вентиляції та кондиціонування, слабострумові мережі.
Всі інженерні мережі за розміщенням поділяються на внутрішні та зовнішні.

## Електрозабезпечення будівель
Сюди входять:
- мережі кабельно-провідникові
- щитки, лічильники, світильники, вимикачі, розетки